# Ronde van Noord-Holland 2009
Il Ronde van Noord-Holland 2009, sessantaquattresima edizione della corsa, valido come evento dell'UCI Europe Tour 2009, si svolse il 26 aprile 2009 su un percorso di 215 km. Fu vinto dall'olandese Theo Bos, che terminò la gara in 5h 40' 50" alla media di 42,318 km/h.
Furono 132 i ciclisti che portarono a termine la competizione.

## Ordine d'arrivo (Top 10)
| Pos. | Corridore           | Squadra       | Tempo    |
| ---- | ------------------- | ------------- | -------- |
| 1    | Theo Bos            | Rabobank C.   | 5h04'50" |
| 2    | Kenny van Hummel    | Skil-Shimano  | s.t.     |
| 3    | Michael Van Staeyen | Rabobank C.   | s.t.     |
| 4    | Stefan van Dijk     | Verandas Wil. | s.t.     |
| 5    | Joachim Tolles      | Kuota         | s.t.     |
| 6    | Jonas Van Genechten | Verandas Wil. | s.t.     |
| 7    | Roy Hegreberg       | Sparebanken   | s.t.     |
| 8    | Bobbie Traksel      | Vacansoleil   | s.t.     |
| 9    | Ritchie Motke       | Van Hemert    | s.t.     |
| 10   | Pirmin Lang         | Atlas-Romer's | s.t.     |